# Amolops granulosus
Espèce
Synonymes
- Staurois granulosus Liu & Hu, 1961

Statut de conservation UICN

 LC  : Préoccupation mineure
Amolops granulosus est une espèce d'amphibiens de la famille des Ranidae.

## Répartition
Cette espèce est endémique du centre-Est de la République populaire de Chine. Elle se rencontre entre 650 et 1 750 m d'altitude dans l'Est du Sichuan et dans l'Ouest du Hubei.

## Publication originale
- Liu & Hu, 1961 : Chinese tailless Amphibians. Science Press, Peking.